# Szatmárský mír
Szatmárský mír, též Satumarský mír (maďarsky Szatmári béke; německy Friede von Sathmar), byla dohoda o ukončení protihabsburského povstání Františka II. Rákóczyho uzavřená 1. května 1711 v uherském městě Szatmáru (dnes Satu Mare v Rumunsku) mezi hlavním velitelem rákóczyovských vojsk hrabětem Sándorem (Alexandrem) Károlyim a císařským maršálem, hrabětem Janem Pálffym.
Mírová jednání začala už 21. února 1711 – po odchodu Rákóczyho za ruským carem Petrem Velikým, u nějž usiloval získat podporu a pomoc v bojích – a skončila poté, co odbojné stavy nahlédly bezvýchodnost situace, získaly jistotu, že nebudou habsburským dvorem stíhány pro odboj a udrží si v monarchii své výsady. Nazítří po podepsání míru tehdejší stavovská vojska složila zbraně.
Szatmárským mírem skončila série protihabsburských stavovských povstání. Uherská šlechta si mírem obhájila svoje výsady, Habsburkové se udrželi a navíc posílili své výsostné postavení na uherském trůně.